# Cartel de Santa Rosa de Lima
Cartel de Santa Rosa de Lima, cunoscut oficial ca Santa Rosa, prescurtat CSRL este un cartel fictiv activ pe serverul de role-play FPLAYT, o platformă românească populară care utilizează motorul FiveM pentru modificarea jocului Grand Theft Auto V. Cartelul este cunoscut pentru organizarea de activități infracționale complexe și pentru atmosfera cinematografică, fiind frecvent prezentat în conținut video de tip storytelling, cu accent pe estetică și dramatism.
Organizația a fost fondată pe 15 noiembrie 2022, iar de pe data de 3 august 2023, este recunoscută de către Sindicat cu statutul de organizație neoficială.
Cartelul Santa Rosa își inspiră identitatea din organizațiile criminale latino-americane, adoptând o estetică violentă, dar sofisticată. Pe serverul FPLAYT, cartelul joacă un rol semnificativ în economia ilegală, concentrându-se pe teritorii, traficul de droguri, arme, și influențând echilibrul politic al orașului virtual.
Un exemplu notabil de prezentare a acestui cartel este videoclipul "[CSRL] LRF News Investigation - Cazul CAMARENA", care surprinde vizual stilul narativ și nivelul de detaliu asociat cu gruparea.

## Stil organizațional
Cartelul Santa Rosa este structurat într-un mod militarizat și disciplinat, dar cu o cultură internă care încurajează deschiderea către noi recruți, indiferent de originea lor. Misiunile sunt desfășurate cu precizie, iar liderii adoptă o politică de discreție și evitare a conflictelor directe, preferând acțiuni rapide și eficiente în umbră.
- Pluma Blanca, liderul cartelului, este cunoscut pentru duritatea sa în interior, menținând disciplina cu o mână de fier. Cu toate acestea, în relațiile externe, el joacă rolul de pacificator, căutând să evite escaladările între organizații rivale.
- Chato, co-liderul organizației, este perceput ca fiind mai cald și apropiat de membri în interiorul grupului, dar deseori este implicat în situații tensionate externe, contribuind indirect la escaladarea conflictelor.

## Războiul cu The Lost MC
Unul dintre cele mai notabile episoade din istoria recentă a cartelului este conflictul violent cu organizația motociclistă The Lost MC, desfășurat între noiembrie 2024 și februarie 2025. Deși Santa Rosa menține în general o poziție defensivă și precaută, seria de provocări și atacuri din partea grupului motociclist a dus la un război deschis, marcat de ambuscade, raiduri și lupte teritoriale intense.

## Politică externă
Santa Rosa preferă să se mențină în afara conflictelor directe, dar este adesea trasă în acestea de către alte organizații. Poziția oficială este una de echilibru și supraviețuire, cu scopul de a păstra influența și stabilitatea internă, fără a se implica gratuit în alianțe sau vendete.